# Villa Kämmerer

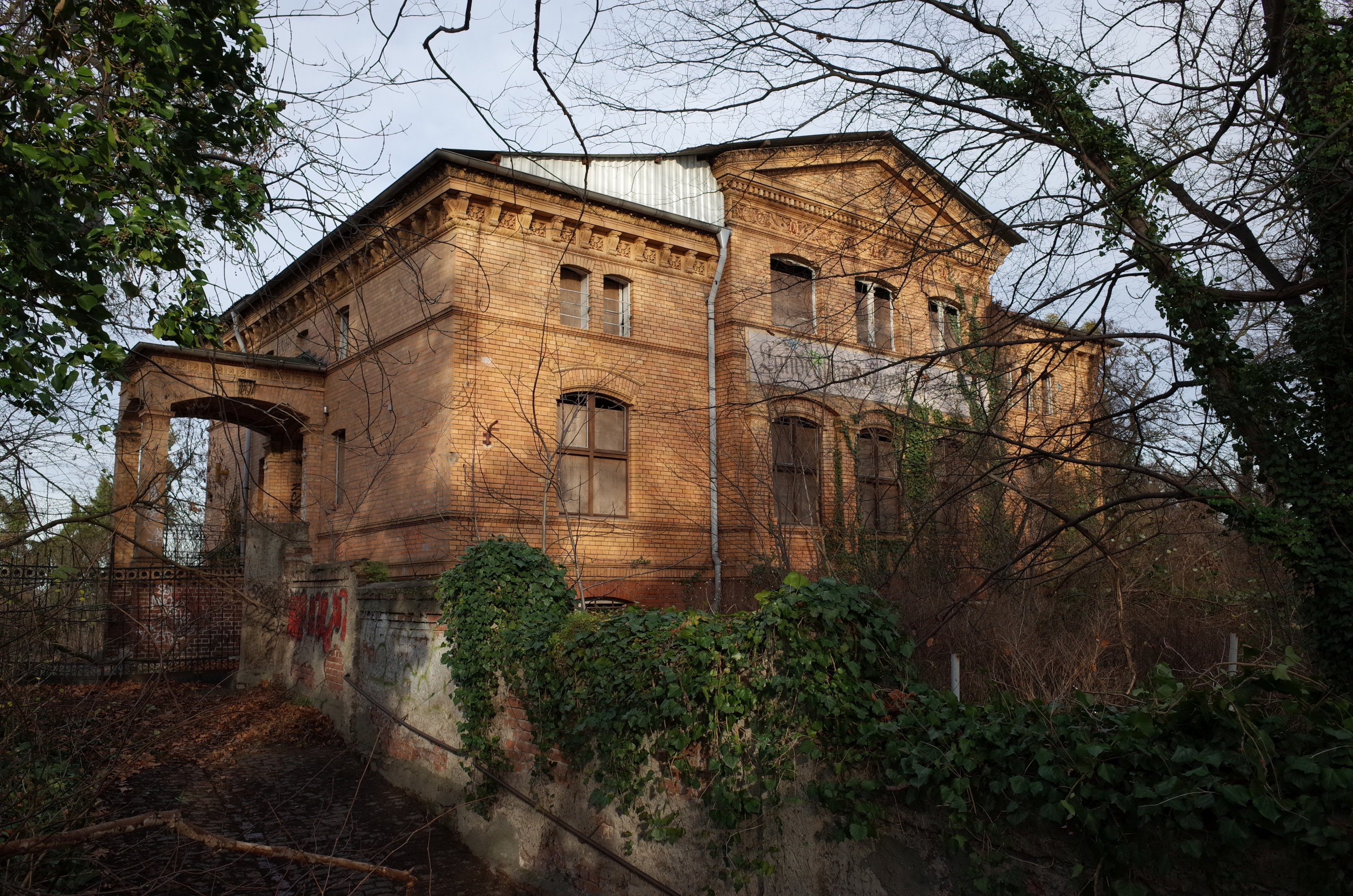
Villa Kämmerer, Am Tivoli 1

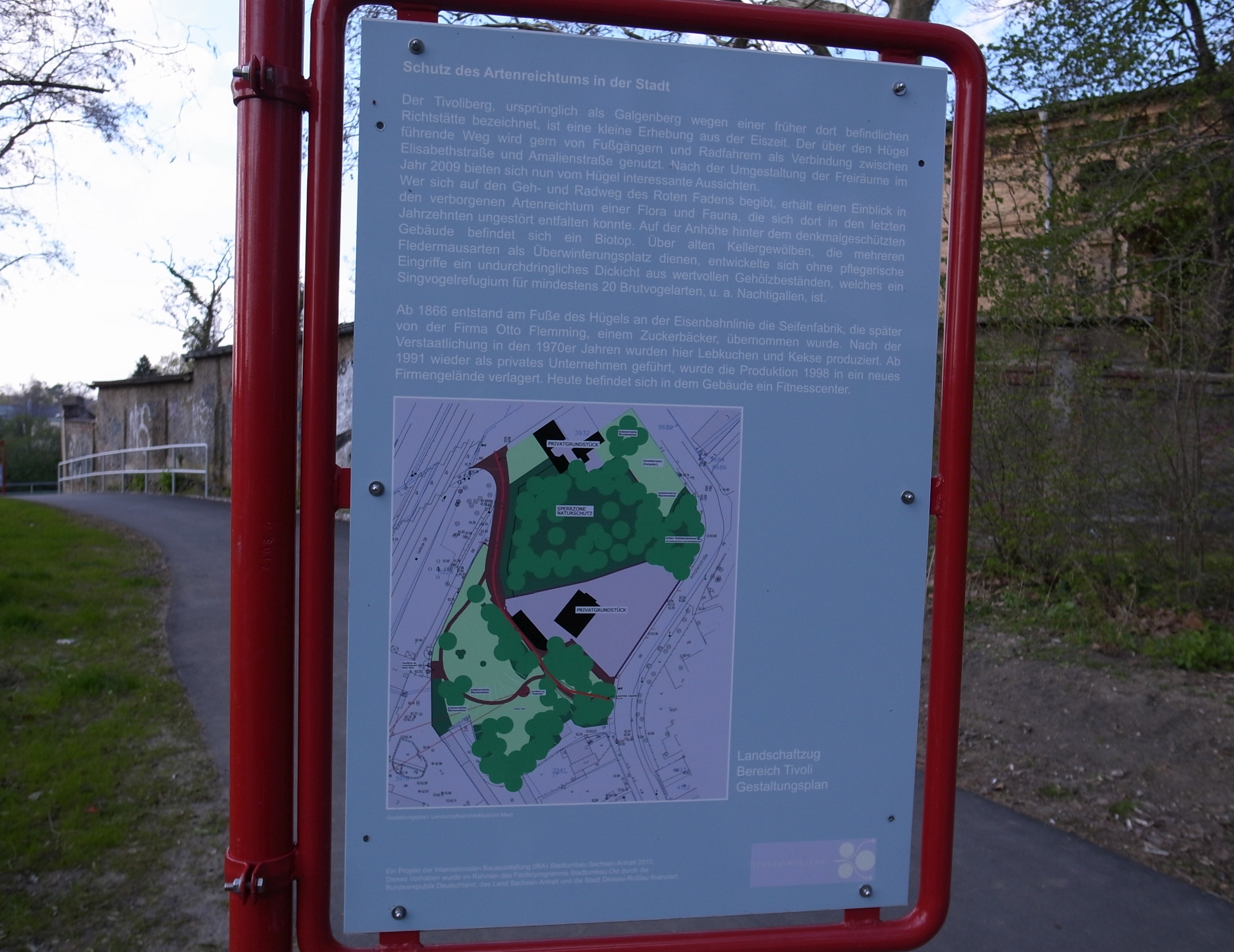
Informationstafel zum Tivoliberg

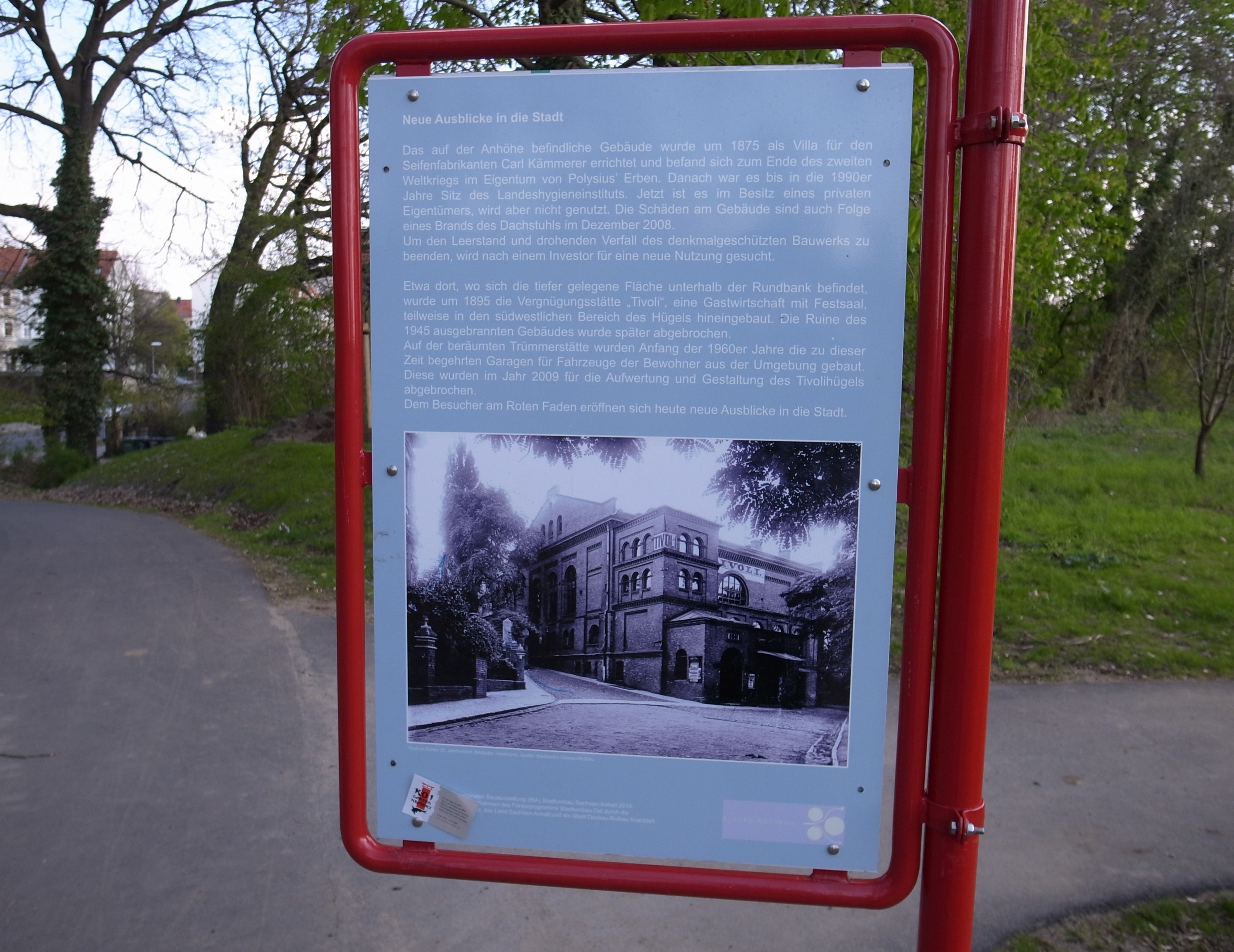
Informationstafel zum Gebäude

Die Villa Kämmerer ist ein 1873 erbautes großbürgerliches Wohnhaus auf dem Tivoliberg in Dessau-Roßlau in Sachsen-Anhalt und steht unter Denkmalschutz.

## Geschichte
Der Tivoliberg ist eine 6 Meter hohe Erhebung an der heutigen Amalienstraße. Bis zum Ende des 18. Jahrhunderts befand sich hier eine als Galgenberg bezeichnete Richtstätte.
Um 1866 wurde hier die Seifenfabrik C. G. Kämmerer errichtet, die 1934 vom Unternehmen Otto Flemming übernommen wurde. Heute wird die ehemalige Fabrik als Fitnessstudio genutzt.
1873 ließ der Fabrikeigentümer Carl Gustav Kämmerer die Villa durch den Dessauer Architekten Franz Januskowski bauen.
Das schmiedeeiserne Tor stammt ursprünglich vom Askanischen Tor, das im Polling-Park steht. Das Gitter kaufte Kämmerer 1873 und ließ es mit seinen Initialen verzieren.
Die Villa erbten später Kämmerers Tochter Christiane (* 22. Juni 1870) und ihr Ehemann, der Ingenieur und Unternehmer Otto Polysius. Nach 1945 wurde sie enteignet und durch das Landeshygieneinstitut genutzt. Das Gebäude sollte ab 2017 saniert werden.
Das von der Brauerei Dambacher 1888 neben der Villa auf dem Grundstück ihres 1849 angelegten Lagerkellers erbaute Großgaststätte „Tivoli“ war Bestandteil des Gebäudeensembles auf dem Tivoliberg. Sie wurde 1910 gemeinsam von SPD, Gewerkschaft und Genossenschaft erworben und als Volkshaus der Dessauer Arbeiterbewegung genutzt. 1933 wurde es wie andere Volkshäuser vom NS-Staat enteignet und im Zweiten Weltkrieg zerstört.

## Architektur
Die Villa ist ein spätklassizistischer, zweigeschossiger Massivbau aus Ziegelmauerwerk mit rechteckiger Grundfläche. Die Fassaden bestehen aus ockerfarbenen („lederfarbenen“) Verblendern mit wenigen Zierelementen. Den oberen Abschluss des Gebäudes bilden zwei dreiachsige übergiebelte Risalite, die in den Traufzonen mit Terrakotta-Friesen verziert sind. Der vordere Risalit ist mit Greifenpaaren und den Initialen des Bauherrn verziert.